# مقاطعة كامدين (ميزوري)
مقاطعة كامدين (بالإنجليزية: Camden County)‏ هي إحدى المقاطعات في ولاية ميزوري في الولايات المتحدة الأمريكية، وعاصمتها كامدنتون تأسست في 21 يناير 1841م، يبلغ عدد سكانها 43862 نسمة حسب تعداد سنة 2013، ومساحتها 1836 كيلو مترمربع .